# 连云港市
连云港市，简称连，古称朐县、朐山、海州，中华人民共和国建国初期称新海连市。是中华人民共和国江苏省下辖的地级市，位于江苏省东北部沿海。市境东南接盐城市，南邻淮安市，西南达宿迁市，西界徐州市，西北抵山东省临沂市，北连山东省日照市，东濒黄海。地处黄淮平原和沂沭河下游丘陵区，地势西北高，东南低，中部的云台山主峰玉女峰为江苏省最高点。市人民政府驻海州区朝阳东路69号。
连云港是国务院批准的沿海开放城市，“新亚欧大陆桥”的东方桥头堡，为苏北重要的水陆交通枢纽。陇海、沿海铁路和沈海、连霍高速公路在此交汇，连云港港为华东重要港口，2019年纳入中国（江苏）自由贸易试验区以及长三角一体化区域。2021年，连云港市花果山国际机场建成。

## 历史沿革

### 史前时期

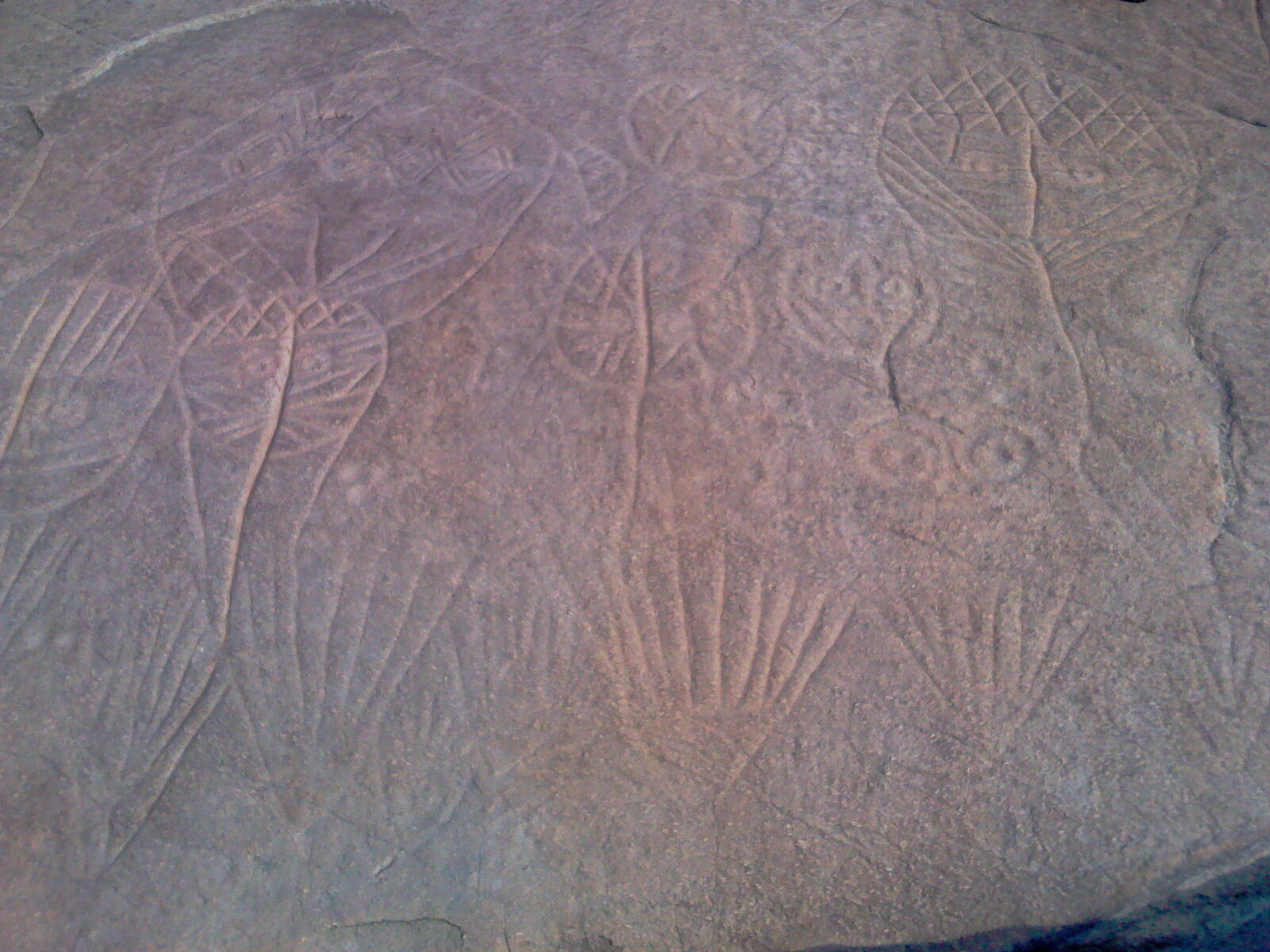
将军崖岩画

约1万多年前，连云港地區即有人类活动。1959年于海州区锦屏山南麓发现古人类遗址，1979年又于东海县发现大贤庄古人类活动遗址。同年，发现将军崖岩画，证其为古代东夷人主要遗存。

### 先秦时期
夏商时期，连云港地区属青州或徐州，主要为东夷人活动区域；
西周时期，西境为郯国之地；北境有祝其等国。
春秋时期，北境赣榆县属莒国，西部为鲁国之东境。春秋末年，南方吴国扩张到此，吴国灭亡后，为越国所有。
战国时期，为齐楚两国所争。

### 秦汉时期
秦朝灭六国，此地设立朐县，属薛郡，后薛郡析出郯郡，朐县属郯郡所辖。秦始皇35年（前212年），立石于东海上朐县界，称朐为“秦东门”，今位于海州。
西汉时期，大部属东海郡，赣榆之境属琅琊郡，南部灌云、灌南一带曾成立海西县，后重新并入朐县。境内主要县、侯国有：朐县（今连云港市区）、曲阳（侯国，今东海县南部）、东安（侯国，今东海县北部横沟乡一带）、郯、利城（临沭县东部和赣榆县西南部）、祝其（属琅琊郡，位于赣榆中部和西北部）、海西（今灌云、灌南一带）、厚丘（今沭阳北部东海县南部）、赣榆（今赣榆东部）
东汉时期，县数减少，仍属东海郡不变，主要县、侯国主要有：朐县、曲阳、厚丘、祝其、利城、赣榆等县。

### 六朝时期

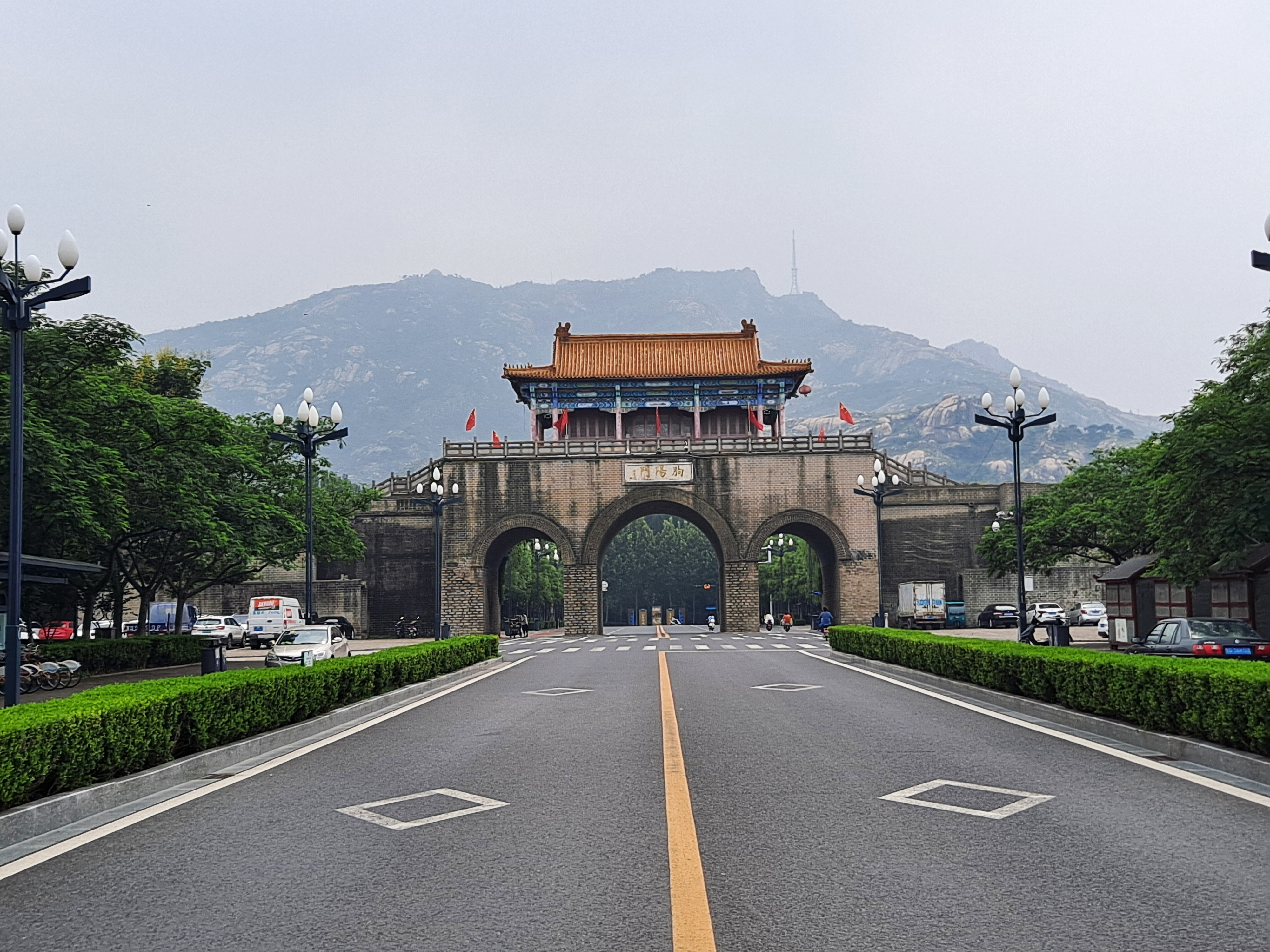
朐阳门

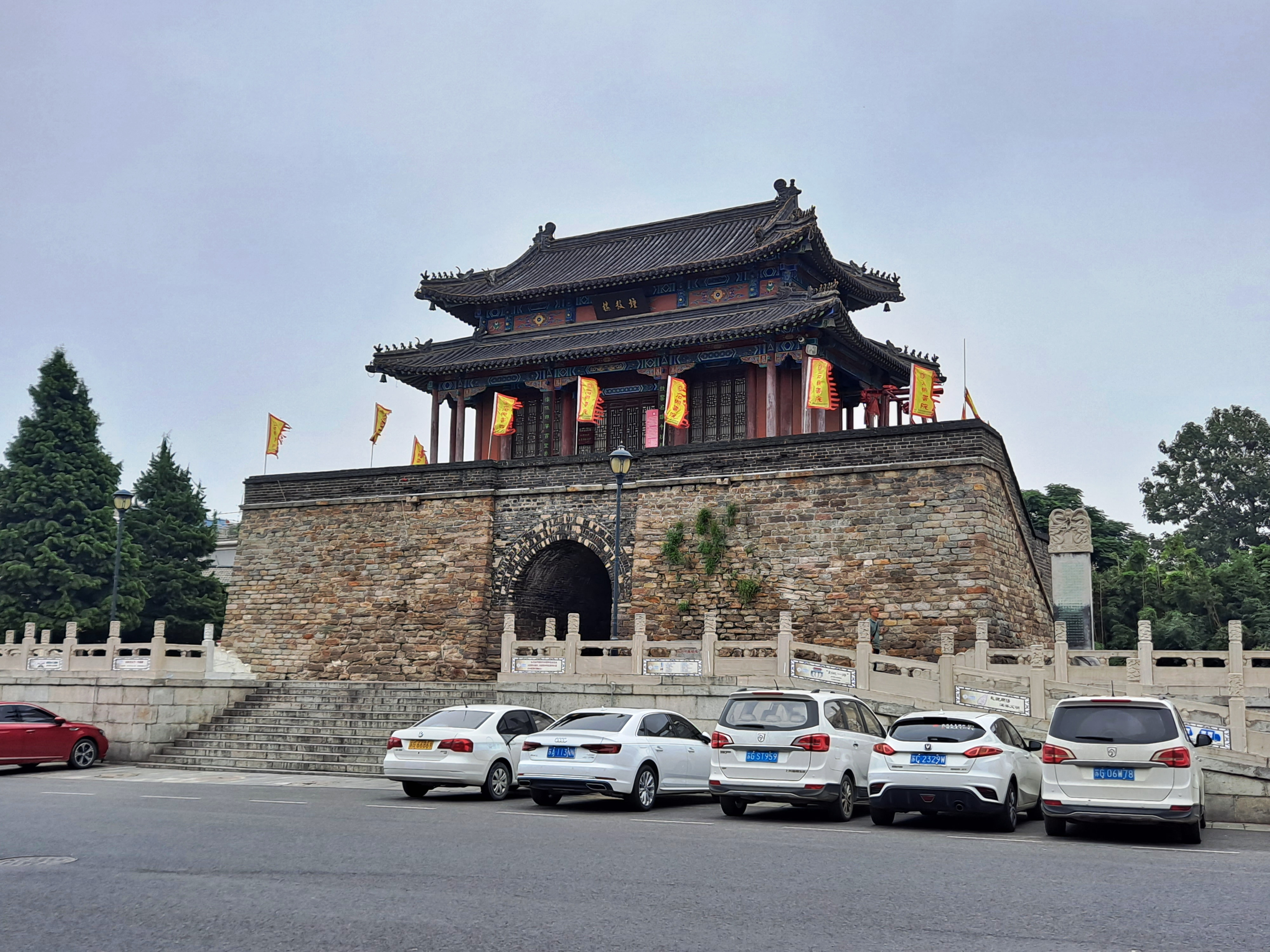
海州钟鼓楼

三国时期属魏，本地区设有朐、海西、曲阳、厚丘、祝其、利城诸县。其中朐、厚丘、祝其、利城诸县属东海国，曲阳属下邳郡。
西晋初仍设东海国，后复为东海郡，治郯不变，本地区存有朐、赣榆、祝其、利城、海西、厚丘诸县。撤销海西县，并入朐县。
东晋末，宋武帝刘裕北伐，此地复为晋有。
南齐时，侨置青、冀、徐诸州，北海、琅琊、东莞、东海诸郡，领有赣榆、都昌，东海县改为广饶县，僮县亦为厚丘县。
梁武帝时，改朐县为招远，于今沭阳之地置僮阳郡，今灌云北境置龙沮县。南北二青州仍复置于此地。而西北祝其、利城皆为魏有。其他有赣榆、都昌、广饶诸县。
东魏孝静帝武定七年（549年），魏占江北，此地皆为魏有。
北齐、北周时期，北齐文宣帝移海州理琅琊郡，琅琊郡改朐山郡，分广饶县置东海县。

### 宋元明清时期
北宋时属于淮南东路，金朝时属于山东东路，红袄军起义后复归南宋，依然属于淮南东路。
元朝属于河南江北行省淮东道，至元十五年（1278年），海州升为海州路，后改为海宁府，未几，复降为州，隶属于淮安路。领三县：朐山、赣榆、沭阳；
明朝洪武初，复海宁州为海州，省朐山县入州治，隶属于淮安府，仅领赣榆一县，沭阳县划出，归淮安府。明成祖迁都北平，改应天为南直隶，淮安府属南直隶。
清朝初年，改南直隶为江南省，海州属焉，隶淮安府不变，属江南江宁布政使司。康熙七年（1668年）六月十七日，郯城地震，赣榆县海滩隆起，海水退30里。云台地区周围海域逐渐变浅。雍正二年（1724年），海州升为直隶州，直隶于江苏省，属淮徐道，同时沭阳划归海州，共辖州治、赣榆、沭阳三地。嘉庆八年（1803年），改属淮扬道。清咸丰五年（1855年），黄河大改道，转向东北，由大清河入海，结束了700年由淮入海。今云台地区逐渐淤平，与陆地联成一体。

### 中华民国至今
民国元年（1912年），废海州直隶州，除沭阳县、赣榆县外的原有辖区新设东海县，属徐海道。同年4月，析东海县之东南境为灌云县，1958年3月灌云县又析出灌南县。
1932年，当地启动新的海港建设。社会各方和陇海铁路的管理者——陇海路局希望新建城市，促进海港和当地发展。为此，江蘇省政府在1935年开始筹建連雲市。同年4月，成立连云市政筹备处。抗日战争期间被日军侵占。1945年日本無條件投降后，國民政府正式设立连云市（普通市）。1945年10月，正式成立连云市政府，张振汉任市长:26，30，1946年4月正式到任。
1949年初，第二次国共内战后重建政权，析东海县之海州、新浦为新海市，与连云市合并成立新海连特区，后更名为新海连市（或称新海连专区），隶属于山东省的鲁中南行署。
1952年底，华东大行政区的苏南、苏北、徐海地区和南京市合并组建为新的江苏省。新海连市由江苏省直辖，但东海、赣榆、沭阳、灌云原海属地区四县则分别归入徐州、淮阴两地区行署。
1961年，新海连市更名为连云港市，归江苏省直辖。
1983年，国家在江苏试行地市体制改革（市管县），原海属地区除沭阳外再次划归连云港市，连云港市辖境基本恢清时海州直隶州之旧境。
1996年，江苏省调整市县行政区划，灌南县划入连云港市；
2001年，云台区撤销，并入新浦、连云两区；
2008年，东海县岗埠、浦南划入市区；
2009年，灌云县板浦镇划入市区；
2010年，江苏省青口盐场、江苏省东辛农场、海军某部队农副业基地划入市区。
2014年，连云港市新浦区、原海州区被撤销，合并为新海州区。

## 自然地理

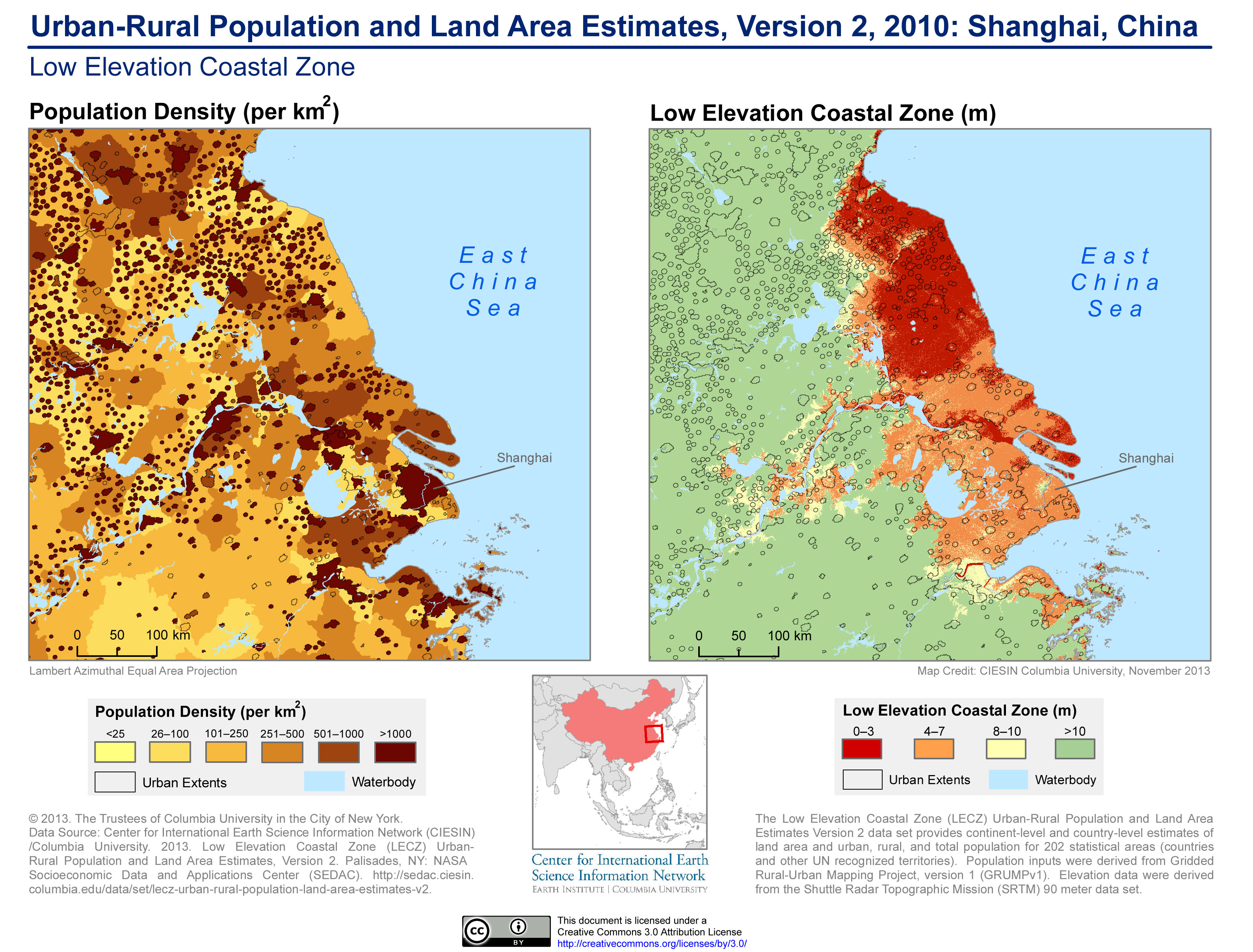

### 位置
连云港的地理位置是北纬34°至35°07'，东经118°24'至119°48'。它东滨黄海的海州湾，东南方毗邻盐城市之响水县，南部毗邻淮安市之涟水县，西南方毗邻宿迁市之沭阳县，西邻徐州市之新沂市与山东临沂之郯城县，向西北临山东省临沂市之临沭县，向北临山东省临沂市莒南县和日照市。

### 地势

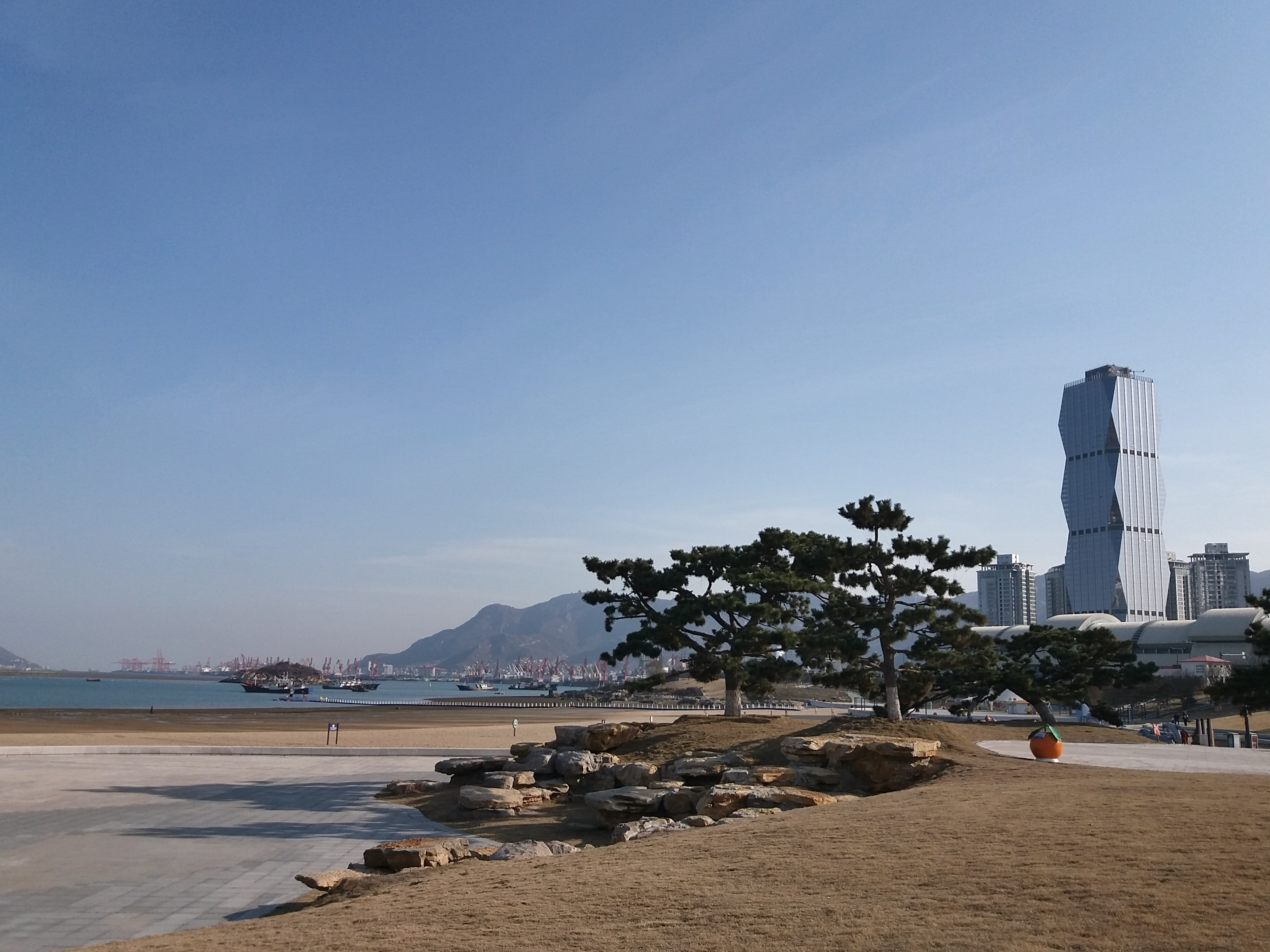
连云港在海一方周边

连云港处于鲁中南丘陵与江淮平原结合部，地势西部高，东部是滨海平原。境内海洋、高山与平原俱备，沿海岸线亦有滩涂、湿地。
境内山脉主要属于沂蒙山的余脉，绵亘近300公里。有大小山峰214座，主要有南云台山、中云台山、北云台山、锦屏山、马陵山、羽山、夹山、大伊山等。南云台山之玉女峰，海拔624.4米，也是江苏省的最高点。
沿岛礁共21个，其中岛屿9个，面积为6.06平方公里。具体为：东西连岛、鸽岛、竹岛、羊山岛、开山岛、秦山岛、车牛山岛、达山岛、平岛等，其中东西连岛为江苏第一大海岛，面积达5.4平方公里。
连云港市海岸类型齐全，标准海岸线162公里，其中基岩海岸为江苏独有。

### 气候
连云港市地处北亚热带北缘，最冷月平均气温1°C，年平均气温14.8°C，无霜期约为230天。主导风向为东南风。由于受海洋的调节，气候类型为湿润的季风气候。气候特征：四季分明，温度适宜。历年平均降水量905毫米，但雨水分布不均，多集中于夏季，春秋两季旱情较为严重。
| 1991-2020年间连云港市的平均气象数据 | 1991-2020年间连云港市的平均气象数据 | 1991-2020年间连云港市的平均气象数据 | 1991-2020年间连云港市的平均气象数据 | 1991-2020年间连云港市的平均气象数据 | 1991-2020年间连云港市的平均气象数据 | 1991-2020年间连云港市的平均气象数据 | 1991-2020年间连云港市的平均气象数据 | 1991-2020年间连云港市的平均气象数据 | 1991-2020年间连云港市的平均气象数据 | 1991-2020年间连云港市的平均气象数据 | 1991-2020年间连云港市的平均气象数据 | 1991-2020年间连云港市的平均气象数据 | 1991-2020年间连云港市的平均气象数据 |
| 月份                                | 1月                                 | 2月                                 | 3月                                 | 4月                                 | 5月                                 | 6月                                 | 7月                                 | 8月                                 | 9月                                 | 10月                                | 11月                                | 12月                                | 全年                                |
| ----------------------------------- | ----------------------------------- | ----------------------------------- | ----------------------------------- | ----------------------------------- | ----------------------------------- | ----------------------------------- | ----------------------------------- | ----------------------------------- | ----------------------------------- | ----------------------------------- | ----------------------------------- | ----------------------------------- | ----------------------------------- |
| 平均高温 °C（°F）                   | 5.6 (42.1)                          | 8.4 (47.1)                          | 13.8 (56.8)                         | 20.2 (68.4)                         | 25.5 (77.9)                         | 29.2 (84.6)                         | 31.0 (87.8)                         | 30.3 (86.5)                         | 26.9 (80.4)                         | 21.8 (71.2)                         | 14.7 (58.5)                         | 7.9 (46.2)                          | 19.6 (67.3)                         |
| 日均气温 °C（°F）                   | 1.0 (33.8)                          | 3.4 (38.1)                          | 8.3 (46.9)                          | 14.5 (58.1)                         | 20.0 (68.0)                         | 24.1 (75.4)                         | 27.1 (80.8)                         | 26.6 (79.9)                         | 22.6 (72.7)                         | 16.7 (62.1)                         | 9.8 (49.6)                          | 3.2 (37.8)                          | 14.8 (58.6)                         |
| 平均低温 °C（°F）                   | −2.6 (27.3)                         | −0.6 (30.9)                         | 3.7 (38.7)                          | 9.6 (49.3)                          | 15.3 (59.5)                         | 20.0 (68.0)                         | 24.0 (75.2)                         | 23.7 (74.7)                         | 19.0 (66.2)                         | 12.6 (54.7)                         | 5.8 (42.4)                          | −0.5 (31.1)                         | 10.8 (51.5)                         |
| 平均降水量 mm（）                   | 17.5 (0.69)                         | 22.3 (0.88)                         | 33.0 (1.30)                         | 42.5 (1.67)                         | 63.9 (2.52)                         | 106.6 (4.20)                        | 252.5 (9.94)                        | 198.5 (7.81)                        | 79.7 (3.14)                         | 33.4 (1.31)                         | 36.0 (1.42)                         | 18.7 (0.74)                         | 904.6 (35.62)                       |
| 平均相對濕度（％）                  | 66                                  | 66                                  | 64                                  | 65                                  | 69                                  | 74                                  | 82                                  | 83                                  | 76                                  | 70                                  | 69                                  | 66                                  | 71                                  |
| 来源：中国气象数据网                |                                     |                                     |                                     |                                     |                                     |                                     |                                     |                                     |                                     |                                     |                                     |                                     |                                     |

### 水文
本地区属淮河流域沂沭泗河水系。主要河流有新沂河、新沭河，两河皆从连云港入海，由于此两河为沂沭地区主要泄洪河流，故连云港有“洪水走廊”之称。其他河流有玉带河、龙尾河、兴庄河、青口河、锈针河、柴米河、蔷薇河、善后河、盐河等大小干支河道40余条，有17条为直接入海河流。其中盐河流贯穿新海城区，是新海城区主要泄洪排污河流。
连云港位于南水北调工程东段。本地区共有水库168座，其中石梁河、小塔山、安峰山水库较大。石梁河水库修筑于1950年代，蓄水可达4亿立方米，为江苏省最大水库。

## 政治

### 现任领导
| 机构     | · 中国共产党 · 连云港市委员会 | 连云港市人民代表大会 常务委员会 | 连云港市人民政府  | · 中国人民政治协商会议 · 连云港市委员会 |
| 职务     | 书记                          | 主任                            | 市长              | 主席                                    |
| -------- | ----------------------------- | ------------------------------- | ----------------- | --------------------------------------- |
| 姓名     | 马士光                        | 马士光                          | 邢正军            | 黄远征                                  |
| 民族     | 汉族                          | 汉族                            | 汉族              | 汉族                                    |
| 籍贯     | 江苏省邳州市                  | 江苏省邳州市                    | 江苏省滨海县      | 四川省梓潼县                            |
| 出生日期 | 1969年9月（55歲）             | 1969年9月（55歲）               | 1971年3月（54歲） | 1966年2月（59歲）                       |
| 就任日期 | 2022年7月                     | 2022年9月                       | 2022年7月         | 2025年1月                               |

### 行政区划
连云港市现辖3个市辖区、3个县。
- 市辖区：连云区、海州区、赣榆区
- 县：东海县、灌云县、灌南县

此外，连云港市还设立以下经济功能区：国家级连云港经济技术开发区、徐圩新区。

## 人口
根据2020年第七次全国人口普查，全市常住人口为4,599,360人。同第六次全国人口普查的4,393,482人相比，十年共增加了205,878人，增长4.69%，年平均增长率为0.46%。其中，男性人口为2,335,249人，占总人口的50.77%；女性人口为2,264,111人，占总人口的49.23%。总人口性别比（以女性为100）为103.14。0－14岁的人口为984,112人，占总人口的21.4%；15－59岁的人口为2,676,755人，占总人口的58.2%；60岁及以上的人口为938,493人，占总人口的20.4%，其中65岁及以上的人口为672,704人，占总人口的14.63%。居住在城镇的人口为2,829,565人，占总人口的61.52%；居住在乡村的人口为1,769,795人，占总人口的38.48%。
截至2022年底，连云港市常住人口460.05万人，比上年末减少0.15万人。

### 民族
全市常住人口中，汉族人口为4,588,537人，占99.76%；各少数民族人口为10,823人，占0.24%。与2010年第六次全国人口普查相比，汉族人口增加201,662人，增长4.6%，占总人口比例下降0.08个百分点；各少数民族人口增加4,216人，增长63.81%，占总人口比例增加0.08个百分点。
本地汉族占绝大多数，亦有少数回族、满族、朝鲜族等。

### 方言
连云港地区处南北交合处，故本地方言亦呈过渡状态，南北、东西差异较大。江淮官话、胶辽官话和中原官话是本地区主要方言。东海县北部和赣榆县西部，主要属于中原官话徐淮片；赣榆县东部则为胶辽官话青莱片的南沿。连云港市区、东海县南部、灌云县、灌南县属于江淮官话洪巢片。江淮官话涵盖本市70%的人口，是本市的主体方言。
一般情况下，本市使用中原官话和胶辽官话者难以听懂江淮官话。故而随着经济的发展和境内人口流动，普通话在本市尤其市区影响越来越大。

## 经济

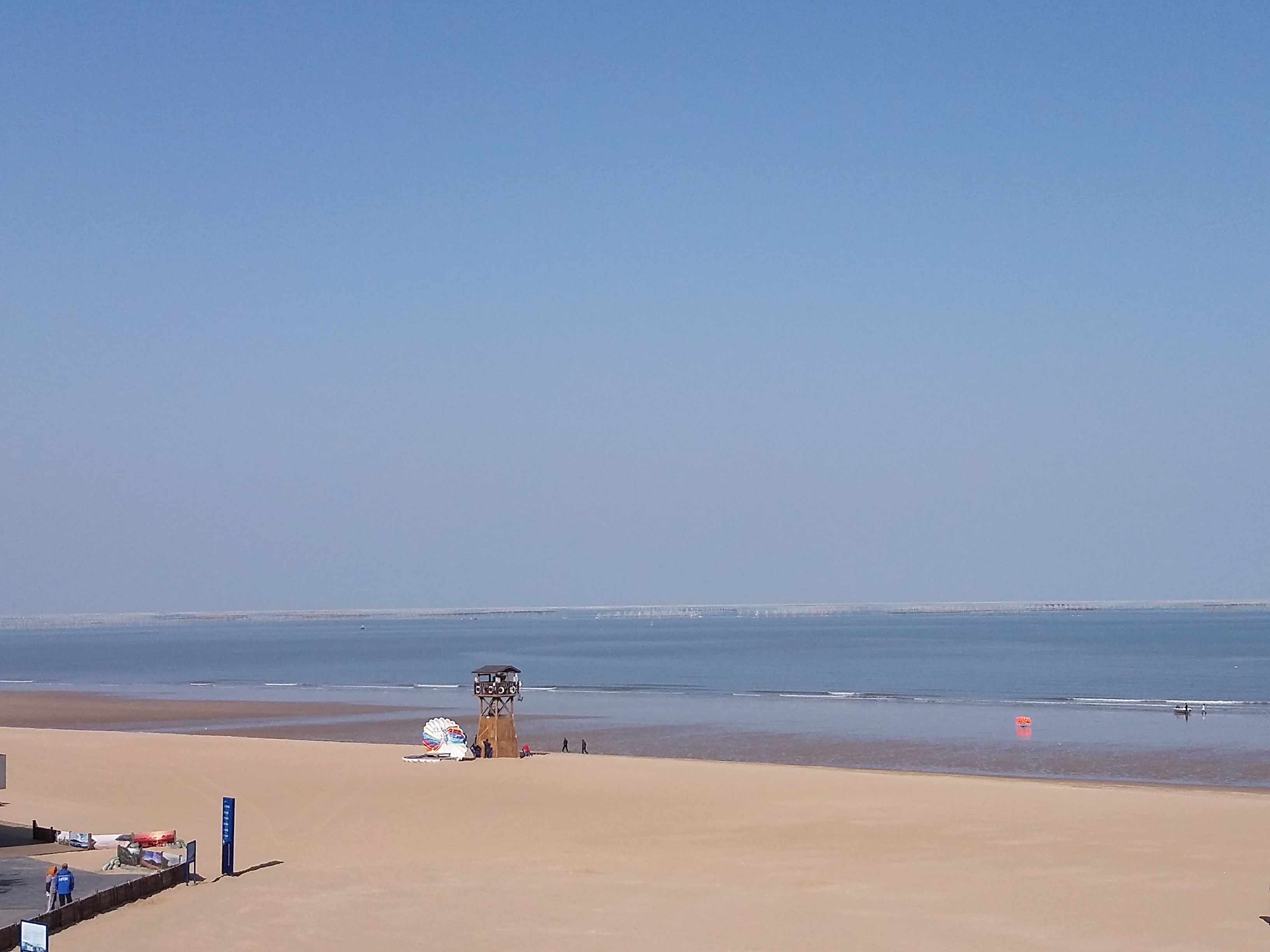
连云港连岛海滨浴场

连云港工业以石化、制药为主，农业以种植业为主。2018年全市国内生产总值2772亿元，人均国内生产总值6.1万元。城镇常住居民人均可支配收入3.3万元；农村常住居民人均可支配收入1.7万元。

### 工业
连云港石化产业园是国家规划的七大石化产业园之一，也是位于江苏的唯一一个。连云港拥有恒瑞医药、康缘药业、豪森制药、正大天晴四家医药行业上市公司，医药总市值以高达2166.20亿元位列全国城市前三。

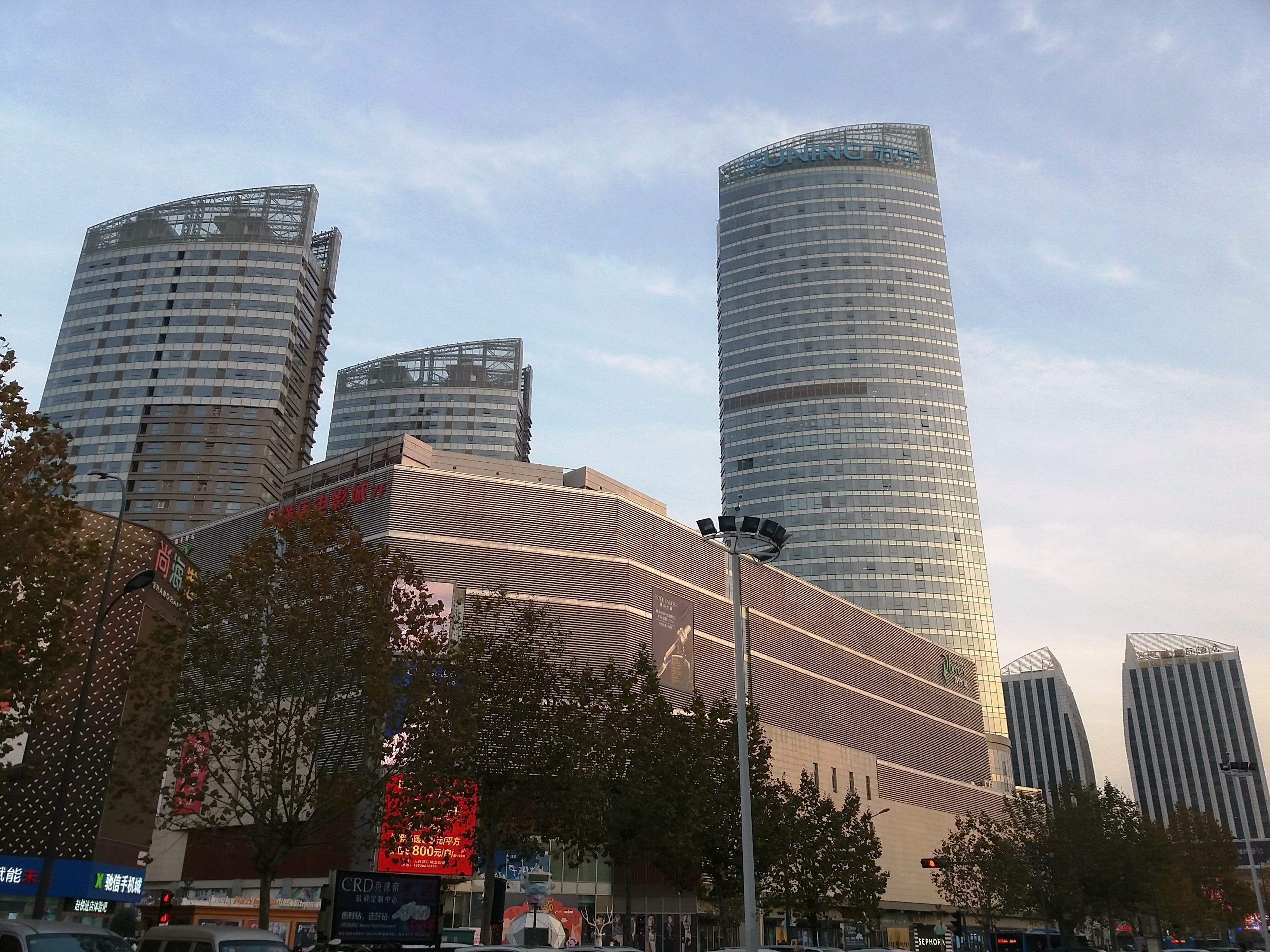
苏宁广场

### 能源
新兴产业发展较为迅速，碳纤维、风电、太阳能产业在市内均有部点。田湾核电基地是中国核电基地之一，目前有两个运营中的机组，另外四个机组正在建设中，另有两个已经计划的未来反应堆。东海县硅储量达6亿吨以上，水晶产量和质量居全国之首，有水晶之乡之称；金红石矿储量达250多万吨。海州区锦屏磷矿始建于1919年，是中国第一座大型磷矿。

### 对外贸易

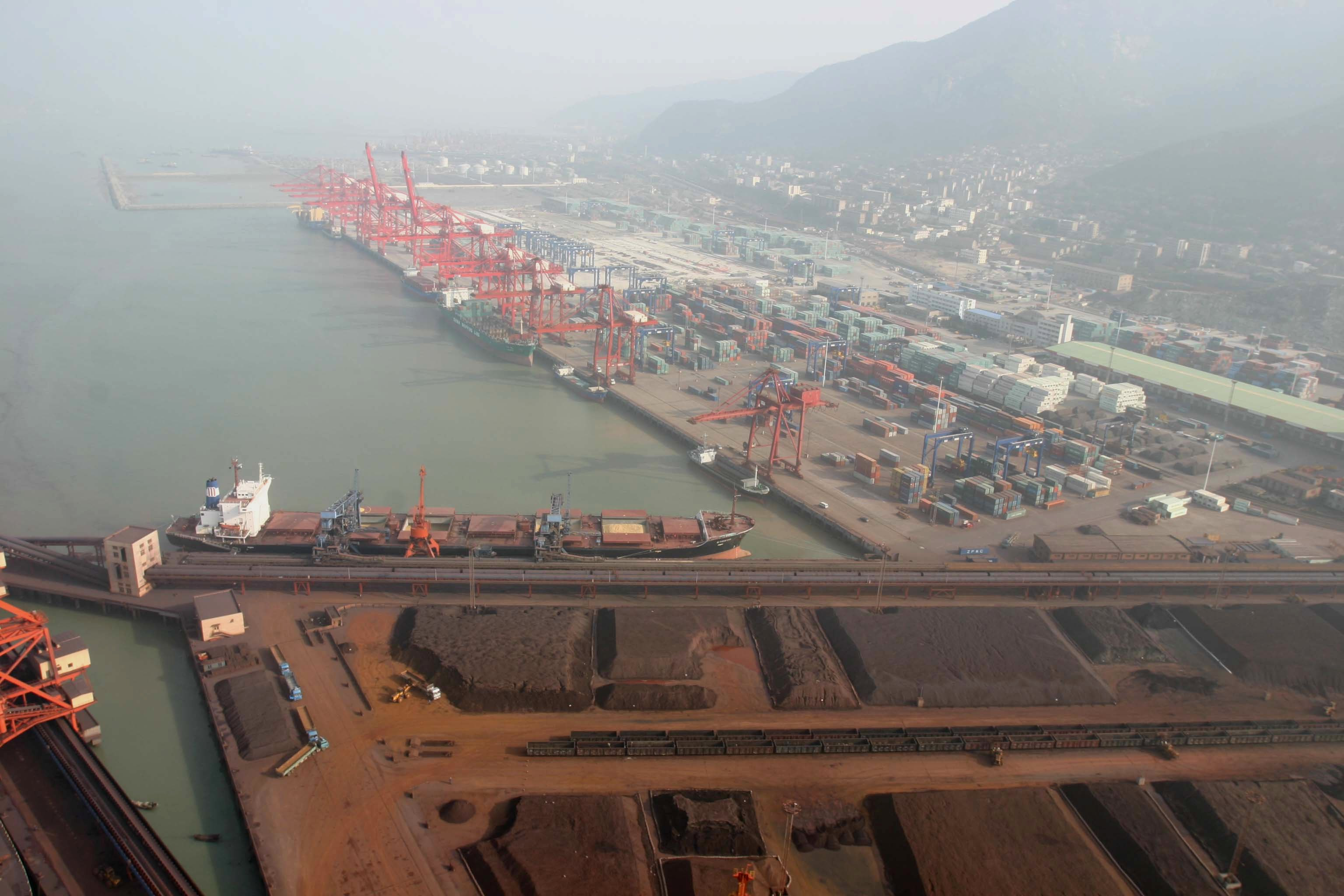
连云港港

连云港港是中国重要的海港之一，尤其是中国最重要的集装箱港口之一。2011年，连云港港吞吐量达到了1.66亿吨，同比增加3100万吨以上，增幅23%，创造年度增量最高纪录。其中集装箱运量完成485万标箱，同比增加98万标箱，增幅25%。2011年，港口主体货种指标出色完成，十个货种增幅超过两位数，其中，铁矿石保持高位增量，超过4800万吨，转水铁矿石突破千万吨大关；煤炭吞吐量达到1851万吨；红土镍矿作业量近800万吨，增幅达到82%。

### 食品产业
连云港地处淮北盐场，历史上是产盐重镇。汤沟酒业与洋河、双沟、高沟并称为“三沟一河”，从1980年代到1990年代初期，一直处于中国白酒行业第二方阵领先地位。

### 农业渔业
农作物以水稻、小麦为主，盛产棉花、大豆、花生，还盛产林木、瓜果、桑茶、竹、药材、草场及野生和水生植物。云台山之云雾茶为江苏三大名茶之一。海州湾渔场为全国八大渔场之一。前三岛海区为江苏省唯一的海珍品基地，主要有刺参、扇贝、鲍鱼等。近海水域和内陆水域主要生产对虾、海带、紫菜及淡水鱼类。石梁河水库亦盛产银鱼。

## 交通

### 航空
1932年，在东海县建设杨圩机场。次年，欧亚航空公司南京至北平沿海航线经停海州站。1959年，建设新海连机场，1961年试航后未正式通航。
1955年，南京军区空军开始建设连云港白塔埠机场。1985年，机场开通民航班机，今连云港白塔埠机场位于东海县白塔埠镇西部，距市区29公里，距东海县城12公里。与香港、北京、上海、广州、成都、深圳、厦门、天津、沈阳、西安、海口、哈尔滨、江苏徐州、浙江舟山等15座城市有直达航班（截至2015年2月）。
2021年12月2日，新机场连云港花果山机场正式启用，同时连云港白塔埠机场同步关闭客运服务。

### 海运
以连云主港区为中心，北侧赣榆、前三岛港区及南侧徐圩、灌河亦投入建设。目前拥有包括集装箱、散货、客滚、件杂货等在内的各类码头泊位35个，其中万吨级以上泊位30个；与160多个国家和地区之港口建有通航关系，辟有至欧洲、美洲、中东、东北亚、东南亚等集装箱和货运班轮航线40多条，并开通了至南朝鲜仁川、平泽两条大型客箱班轮航线。

### 铁路

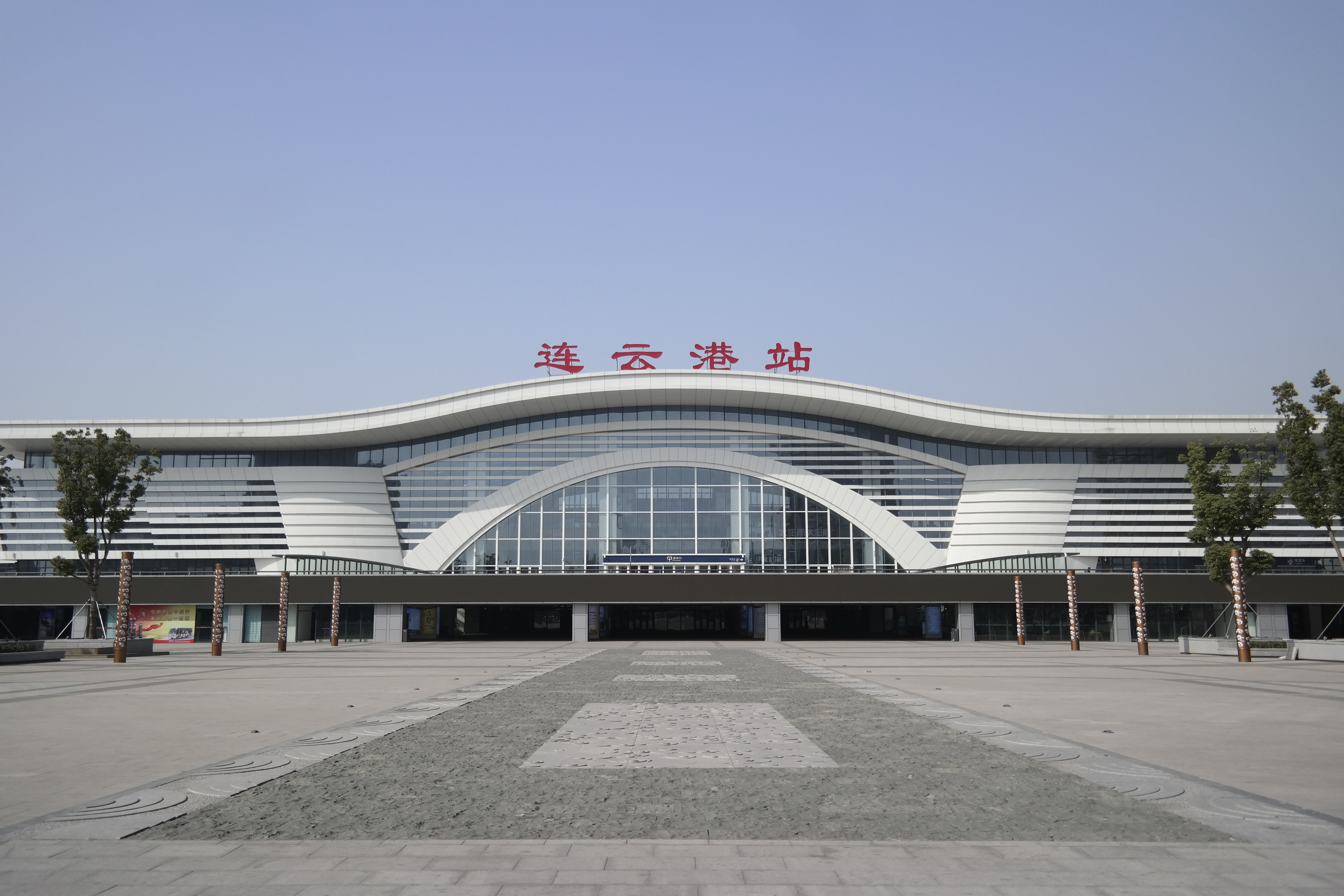
连云港站

连云港是中国大陆重要铁路干线之一陇海铁路铁路之东端起点，亦是新亚欧大陆桥之东方桥头堡：东起连云港港，向西沿陇海铁路、兰新铁路，至新疆霍尔果斯口岸出境，经中亚腹地，至欧州荷兰鹿特丹港。目前已开通固定车次的跨境集装箱班列，形成国际海陆联运体系。
作为规划的沿海铁路之组成部分，青盐铁路经过连云港境内，连接青岛和盐城。连淮扬镇铁路的连云港-淮安段已通车。
正在建设中有速度350km/h的徐连客运专线，并规划有连临铁路、宁连铁路等多条铁路。连云港市郊铁路（连云港-连云段）计划于2019年12月开通。

### 公路
中国国家高速公路网的三条主干线： 沈海高速（汾灌高速公路、连盐高速公路）、 长深高速（连临高速公路、宁连高速公路）和 连霍高速（连徐高速公路）在连云港市境内交汇成网，并与江苏高速公路 连云港北疏港高速、 连云港东疏港高速组成覆盖全市域的高速公路网。
国道干线公路网中，连云港至天水的 310国道、连云港至菏泽的 327国道和烟台至上海的 204国道在连云港交汇。 233国道过境。
省道干线公路主要有：东海山左口至淮阴的 236省道、赣榆黑林至灌云杨集的 242省道、连云港至徐州的 323省道、灌云燕尾港至睢宁的 324省道。另有一条纵贯苏北海岸滩涂地区的临海高等级公路正在建设中。
因历史形成的连云港市市区独特的一市双城格局，新海城区与东部城区（连云区）之间由新港城大道（即曾经的新[新浦]墟[墟沟]公路）连接，另有一条规划为城市中轴线的花果山大道与新港城大道于猴嘴相交。

### 城市交通

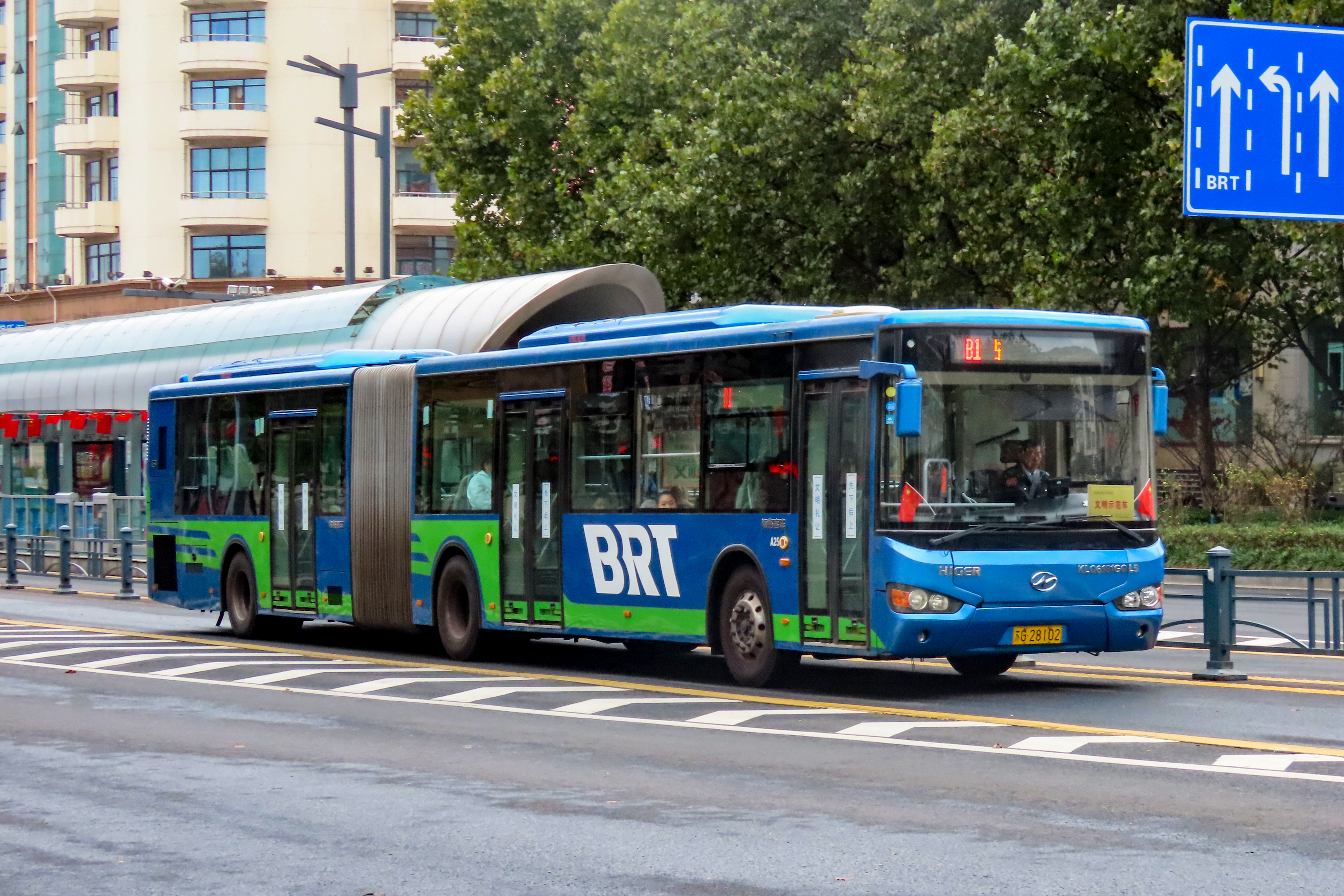
连云港快速公交B1线使用的海格客车

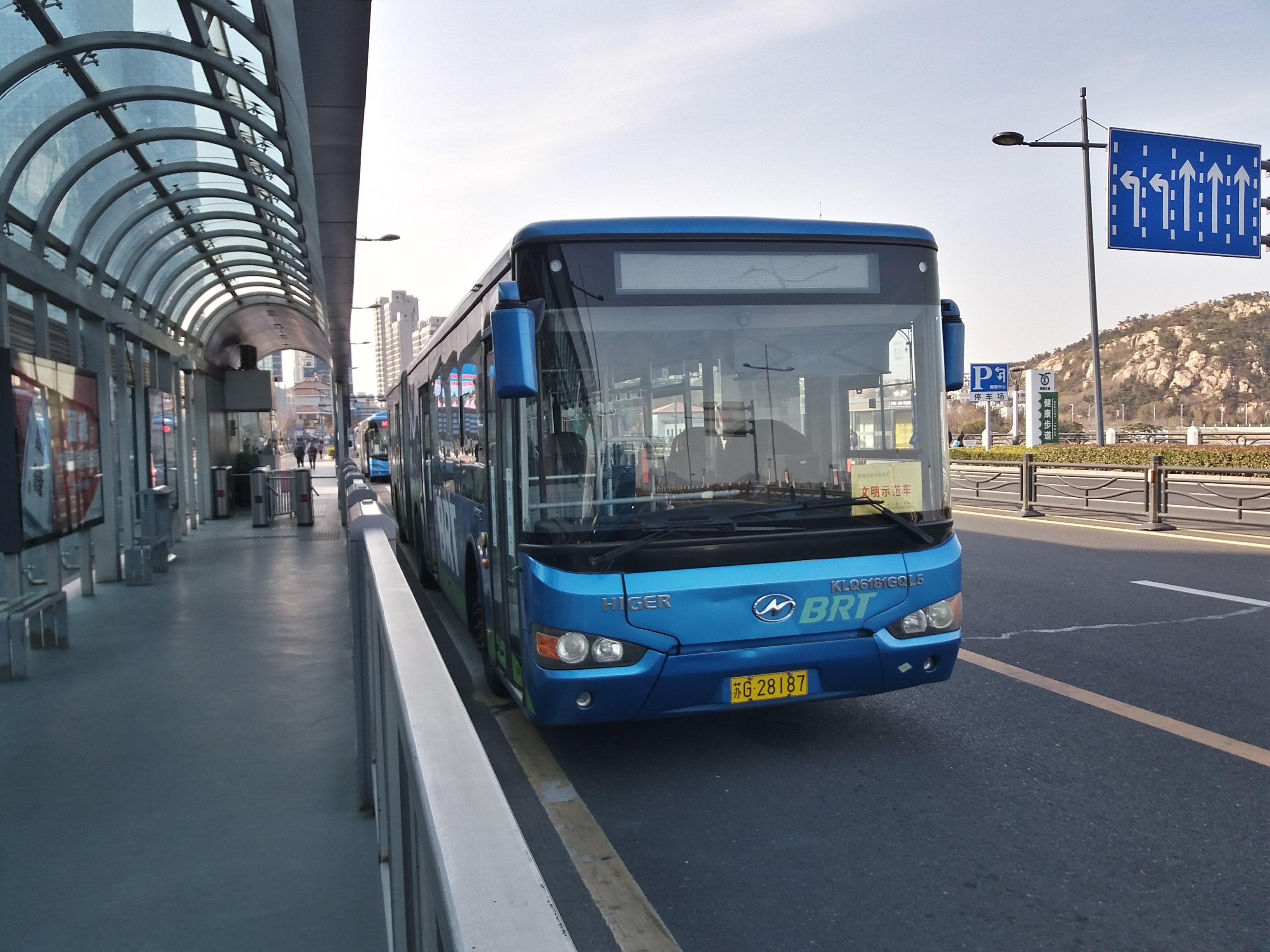
连云港快速公交（BRT）

连云港城区较为分散，东部城区距新海城区约20公里。连接东西部城区的公交线路主要有：101、102、103、105、106。 2012年底开通的快速公交BRT已经逐步取代了原有的10X公交车。一号线由快速公交主线B1、环线H1和H2及配套支线（B11、B12、B13、B15）组成。整个系统长136.9公里，其中，主线为 34公里，环线为18公里，配套支线为84.9公里，它贯通了连云港城区的东西南北，并将之贯穿起来，连成一体，称之为“一主两环四支”的快速公交系统。连云港快速公交一号线从开建到通车仅用八个月的时间，是目前江苏省建设周期最短的一条快速公交线，也是继常州、盐城之后的江苏省第三条真正意义的快速公交线。目前BRT二号线也已经完成道路和站台等以及附属设施的建设，即将开通。
连云港市出租车有桑塔纳、桑塔纳志俊、红旗和捷达等。2009年的出租车运价为5元起步（含2公里），超出2公里后为1.6元/公里。2012年3月开始加收每次1元燃油附加费。

## 教育
- 江苏海洋大学
- 连云港职业技术学院
- 连云港师范高等专科学校
- 江苏省新海高级中学
- 江苏省东海高级中学
- 江苏省赣榆高级中学
- 江苏省海州高级中学
- 江苏省海头高级中学
- 江苏省灌云高级中学
- 江苏省灌南高级中学
- 江苏省白塔高级中学
- 江苏省连云港高级中学
- 江苏省赣马高级中学
- 江苏省赣榆第一中学

## 旅游

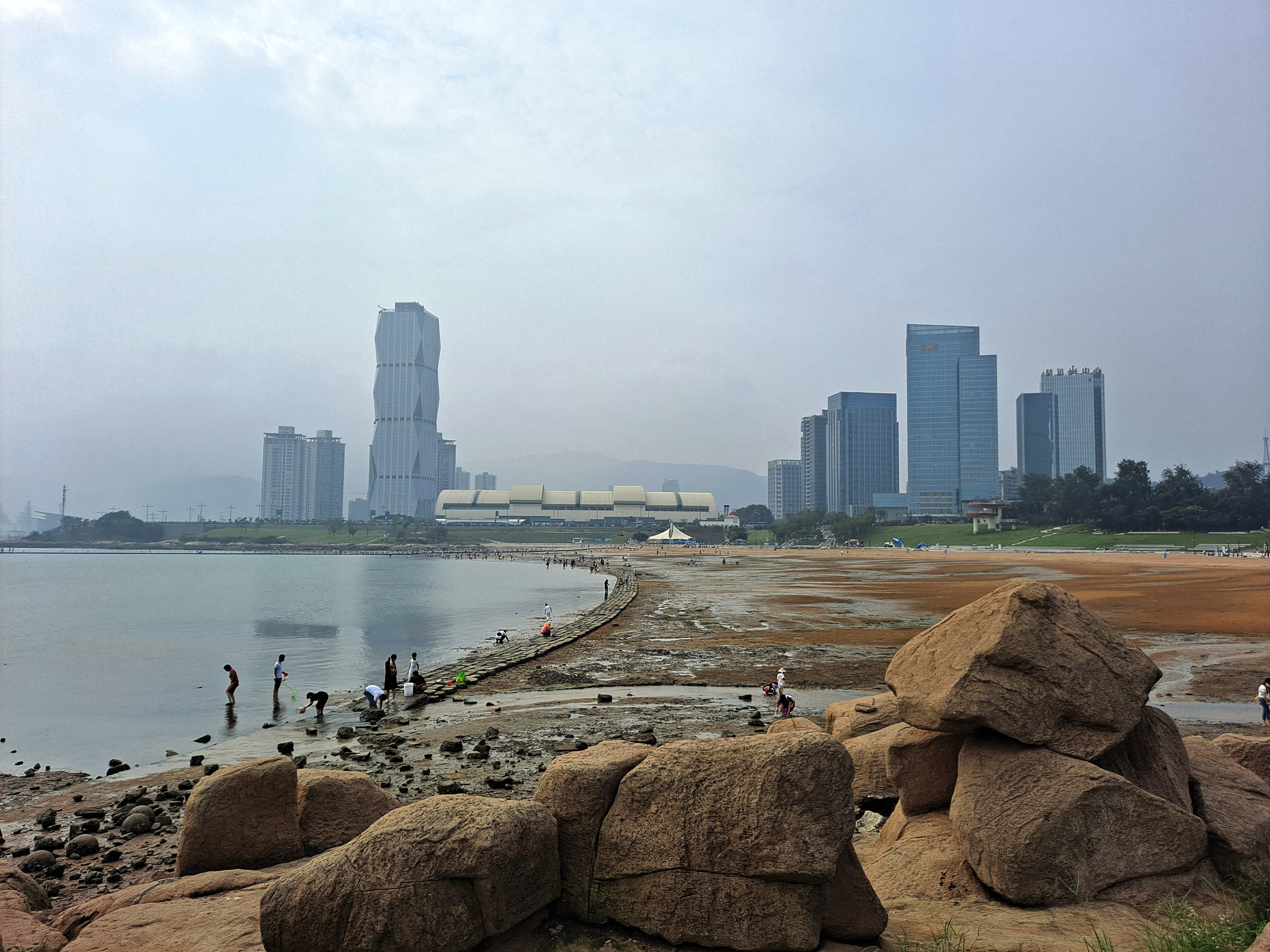
在海一方公园

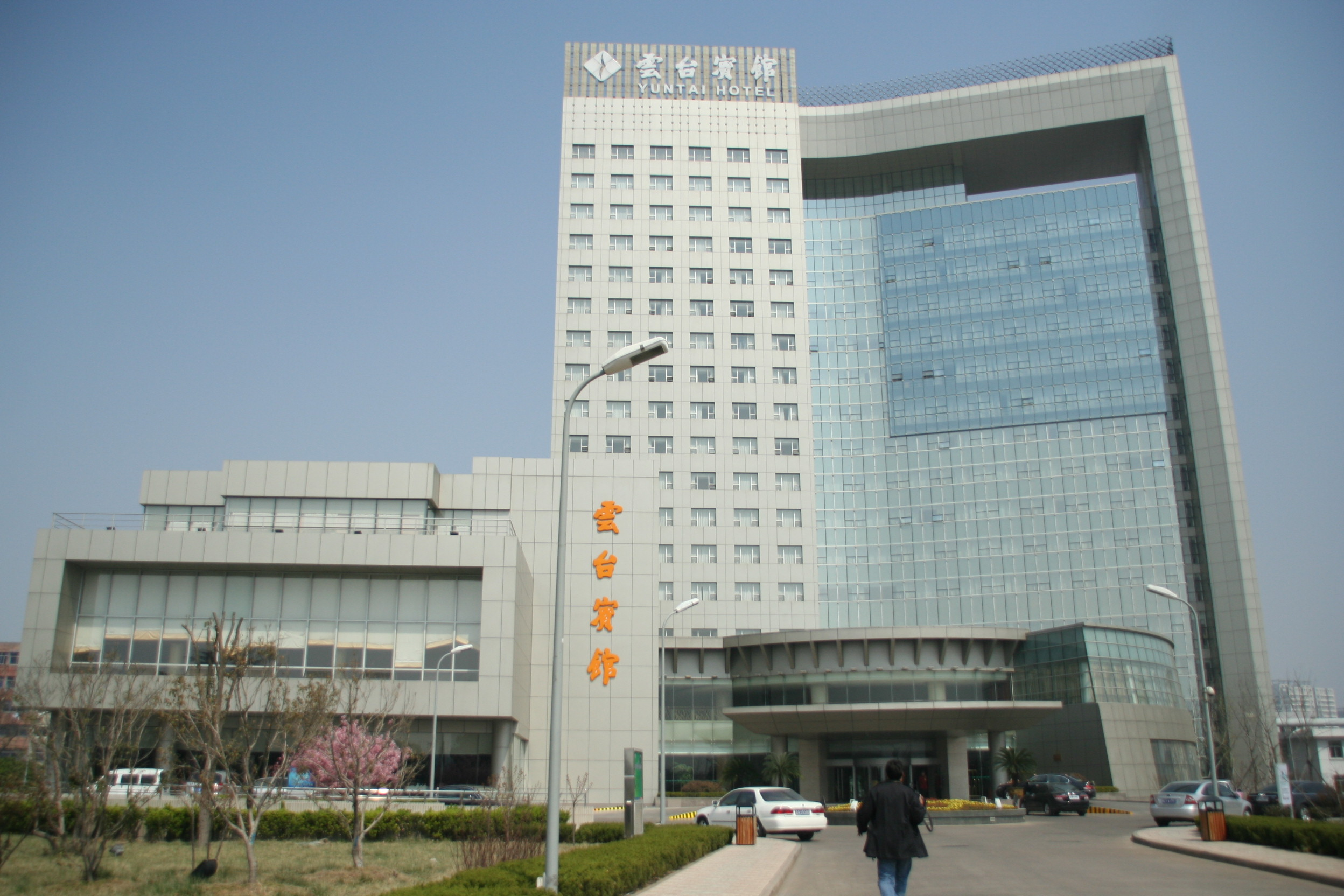
连云港云台宾馆

### 国家级风景名胜区
- 云台山

### 全国重点文物保护单位
- 孔望山摩崖造像
- 将军崖岩画
- 藤花落遗址
- 海清寺塔
- 大伊山石棺墓（灌云）
- 渔湾风景区
- 曲阳城遗址
- 尹湾汉墓
- 东连岛东海琅琊郡界域刻石
- 郁林观石刻群

### 国家级非物质文化遗产
- 海州五大宫调
- 淮海戏

## 友好城市

### 国际友好城市
连云港市现共有正式友好城市8对：
- 日本堺市 1983年12月
- 木浦 1993年7月
- 新西兰纳皮尔 1994年6月
- 吉朗 1994年7月
- 俄羅斯伏尔加斯基 1997年12月
- 日本佐贺市 1998年11月
- 西班牙萨瓦德尔 2009年9月
- 比什凯克市 2015年10月

### 友好交流城市
- 日本新宫市
- 德国威尔堡市
- 美国休斯敦市

### 引用
1. ↑  . 新华网. 2019-12-02  [2019-12-02]. （原始内容存档于2019-12-02）.
2. ↑  张志国. . 历史教学（下半月） (天津市: 历史教学社（天津）有限公司). 2015, (2015年第7期): 26—31. ISSN 0457-6241 （简体中文）.
3. ↑  . 人民网地方领导资料库.   [2021-08-12]. （原始内容存档于2021-08-12）.
4. ↑  . 人民网地方领导资料库.   [2022-08-01]. （原始内容存档于2022-08-01）.
5. ↑  . 中国经济网.
6. ↑  . 中华人民共和国民政部. 2019-11  [2020-07-15]. （原始内容存档于2020-02-04）.
7. ↑  江苏省统计局、国家统计局江苏调查总队. . 中国统计出版社. 2015年9月. ISBN 978-7-5037-7507-9.
8. ↑  连云港市统计局  连云港市第七次全国人口普查领导小组办公室. . 连云港市统计局.   [2023-01-01]. （原始内容存档于2022-03-13）.
9. ↑  中华人民共和国民政部. . 中国社会出版社. 2018年10月. ISBN 978-7-5087-5594-6.
10. ↑  连云港市统计局、连云港市第七次全国人口普查领导小组办公室.  (PDF).   [2023-07-24]. （原始内容存档 (PDF)于2022-03-05）.
11. ↑  编纂：江苏省志编纂委员会，责任编辑：姜克强. . . 江苏省人民出版社会. 1996  [2017-08-15]. ISBN 7-214-01745-8. （原始内容存档于2015-08-13） （简体中文）.
12. ↑  . 江苏省交通运输厅. 2019-06-18  [2019-10-07]. （原始内容存档于2019-10-07）.
13. ↑  . 连云港市人民政府办公室.   [2017-12-09]. （原始内容存档于2017-12-10）.